# James A. Wendell
James Augustus Wendell (* 1. Januar 1869 in Fort Plain, New York; † 10. Mai 1922 in Albany, New York) war ein US-amerikanischer Politiker (Republikanische Partei).

## Werdegang
Über die Jugendjahre von James Augustus Wendell ist nichts bekannt. Er studierte eine Zeit lang Jura, brach das Studium aber ab. Stattdessen arbeitete er als Clerk in der Fort Plain National Bank. 1894 begann er für die Behörde des New York State Comptrollers zu arbeiten, was er für den Rest seines Lebens tat. Zehn Jahre lang war er als Deputy Comptroller tätig. Bei den Wahlen im Jahr 1920 wurde er zum New York State Comptroller gewählt.
1920 wurden sein Amtsvorgänger Eugene M. Travis, Wendell und der Anleihenmakler Albert L. Judson unter dem Anklagepunkt des schweren Diebstahls angeklagt. Es wurde aufgeführt, dass Travis als New York State Comptroller und Wendell als Deputy Comptroller Anleihen von Judson zu Preisen über dem Marktwert für den State Sinkung Fund erworben hatten, was einen Verlust von 230.000 US-Dollar für den Staat bedeutete. Die Anklage wurde im Oktober 1921 wegen fehlender Beweise für die kriminelle Absicht abgewiesen.
Er verstarb später an den Folgen von Apoplexie.